# Academia Europaea
Academia Europaea je vědecká společnost založená v září 1988 v Cambridge. Cílem společnosti je, mimo jiné, podpora vědy a její prezentace široké veřejnosti.
Prvním prezidentem byl Arnold Burgen a první valná hromada proběhla v červnu 1989 v Londýně. Tehdy měla akademie 627 členů. Členství se získává pozváním a schválením radou akademie. V současnosti má akademie kolem 2000 členů, z toho přes 40 nositelů Nobelovy ceny. Členové se každoročně setkávají na tematicky zaměřené konferenci.
Od roku 1993 akademie vydává časopis European Review.

## Prezidenti
- Arnold Burgen (1988–1994)
- Hubert Curien (1994–1997)
- Stig Strömholm (1997–2002)
- Jürgen Mittelstraß (2002–2008)
- Lars Walløe (2008–2014)
- Seird Cloething (od 2014)